# Potamoí
Potamoí o Potamí (en griego Ποταμοί 'ríos') es una localidad del norte de Grecia, en la unidad periférica de Drama (Macedonia Oriental y Tracia). Hasta 1927 se la conoció como Bórovo (en griego Μπόροβο y en búlgaro Борово [de Бор 'pino' lit. lugar de pinos, pinar]). 

## Geografía
Se sitúa a la orilla del río Nesto, siendo la primera localidad de importancia a las orillas de este río desde que entra a Grecia. Dista 69 km de Drama y 29 km de Kato Nevrokopi a cuyo demo pertenece. Está a 420 m. sobre el nivel del mar.
Las condiciones climatológicas son muy buenas para el cultivo de tabaco así como para el pasto de ovejas, por lo que acuden a esta zona rebaños de toda la región, incluso desde los valles cercanos de Bulgaria.

## Historia
El área de Potamoí ha estado poblada desde la Antigüedad. En 1967 se hallaron en sus cercanías cerámicas, restos de huesos, monedas de bronce, plata y oro de diferentes edades, puntas de flecha, cuchillos y otros objetos cuya datación iba desde la Edad del Bronce y hasta la época romana. Además, se halló un tesoro compuesto por 860 monedas de plata de Filipo II.
La lista de asentamientos registrados con los nombres de los cabezas de familia en la segundad mitad del siglo XV y principios del 16 da para Potamoí 153 personas registradas.
Potamoí aparece en las referencias de un explorador francés que visitó el área entre 1836 y 1838. Indicó que la carretera que pasaba a través de Potamoí une el Despatis con Ojiró y Zarnevo. También se menciona que otro francés había pasado antes por esta ruta.
En el siglo XIX Potamoí era una aldea perteneciente a Kato Nevrokopi, en el Imperio Otomano. Según la obra Etnografía de las regiones de Adrianópolis, Bítola y Tesalónica, publicada en Constantinopla en 1878 y que refleja las estadísticas de la población masculina de 1873, Potamoí (Bórovo) contaba con 110 familias y 280 residentes pomacos. Según las estadísticas de Vasil Kanchov hasta 1900 Potamoí es una aldea pomaca. Vivían 500 pomacos y 250 turcos en 140 casas. Según las estadísticas griegas, en 1913 en Potamoí (Μπόροβον, 'Bórovon') viven 1045 personas.
| Evolución demográfica de Potamoí entre 1920 y 2001 |
| -------------------------------------------------- |
|                                                    |
| Fuente:Guía de la prefectura de Drama.             |

También según Kanchov, Potamoí es un asentamiento que no tiene competencias fuera del mismo. Dado que en el pueblo sólo se hablaba la lengua turca, Kanchov sugiere que la lengua fuera introducida por los soldados y la administración, aunque no excluye que el pasado hubiera sido una colonia militar. Indica también que el pueblo tiene dos mezquitas y una madraza.
En 1923, debido a los cambios de población, se exilió a los pomacos y los turcos y llegó un buen número de refugiados procedentes del Mar Negro, Tracia, Capadocia, etc. Se calcula que en 1928 había 113 familias de refugiados, un total de 384 habitantes. En 1927 se cambió el nombre de la aldea de Bórovo al término griego Potamoí ('ríos').
Durante la Segunda Guerra Mundial, tras el golpe de Estado búlgaro de 1944, se contrata a un grupo de soldados de Estados Unidos y comunistas griegos para llevar a cabo misiones de sabotaje e inteligencia en Bulgaria desde el territorio griego, teniendo a Potamoí como la sede del grupo.
En la actualidad, gran parte de la población se ha desplazado a otras ciudades (o incluso países), y el poblamiento suele ser estacional, concentrándose los máximos en época de vacaciones o fiestas que tradicionalmente hay que pasar en familia.

## Lugares de interés

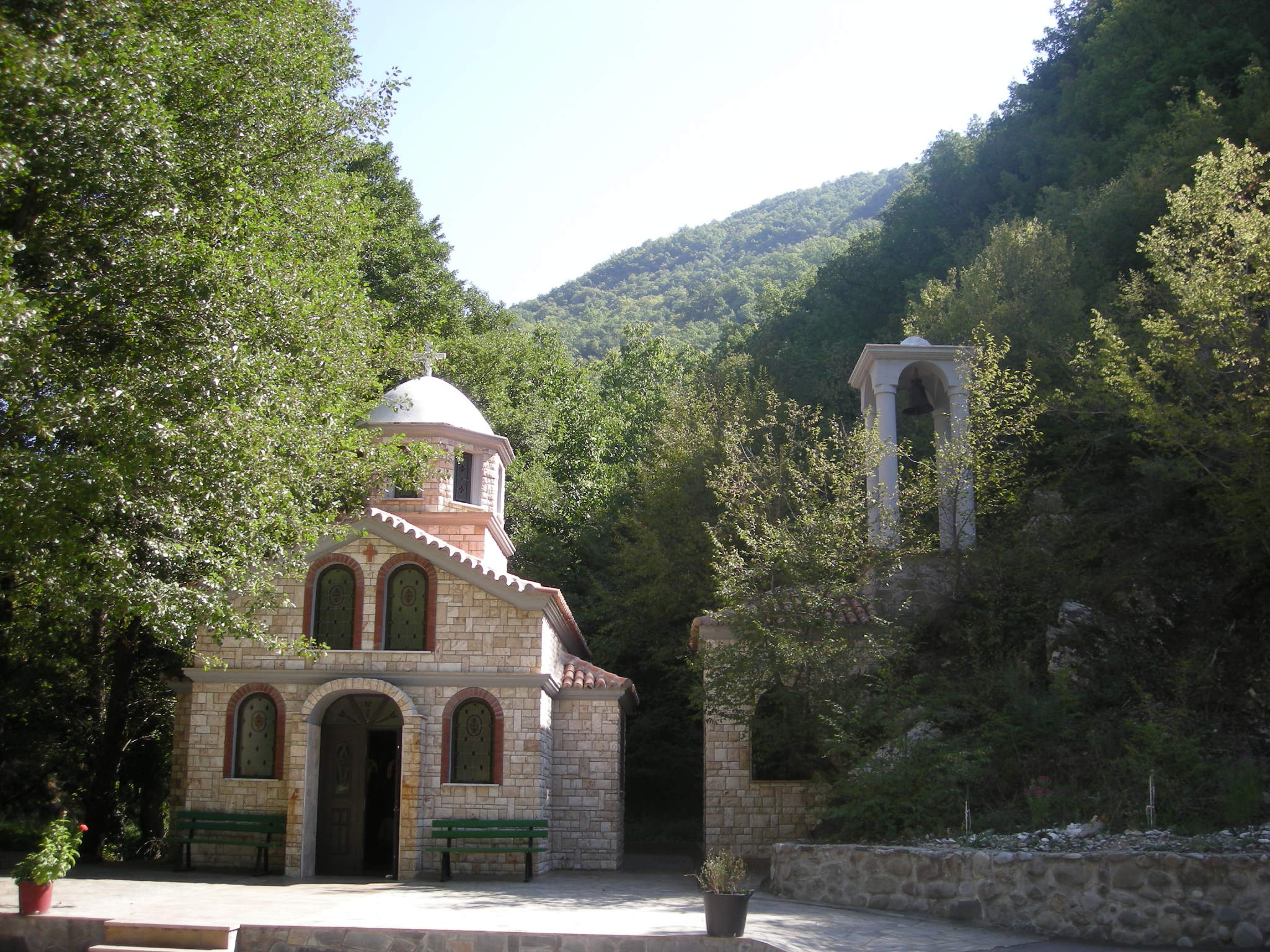
Ermita de San Rafael

En sus cercanías todavía se encuentra abundante caza, así como parajes naturales. Sus principales puntos de interés son:
- Ermita de San Rafael: Localizada en el punto en que se unen el Despatis y el Melisómandra, es una bella ermita encajonada entre el valle y el bosque. Su campanario es exento, y en sus cercanías se halla un área de recreo con varias barbacoas y mesas y bancos.

- Cueva de Potamoí: Es una enorme cueva situada 3 km al norte, cerca del río Despatis. En sus primeros 140 m. se pueden hallar estalactitas y estalagmitas repartidas en 7 salas, así como varios lagos.